# آيت بريدعة (لكدادرة)
آيت بريدعة هو دُوَّار يقع بجماعة لكدادرة، إقليم الصويرة، جهة مراكش آسفي في المملكة المغربية. ينتمي الدوّار لمشيخة لكدادرة التي تضم 15 دوار. يقدر عدد سكانه بـ 278 نسمة حسب الإحصاء الرسمي للسكان والسكنى لسنة 2004.

## وصلات خارجية
- البوابة الوطنية للجماعات الترابية
- المندوبية السامية للتخطيط